# قازان أباد
قازان‌ أباد هي قرية في مقاطعة أشنوية، إيران. يقدر عدد سكانها بـ 158 نسمة بحسب إحصاء 2016.